# Đường tỉnh 285
Đường tỉnh 285 hay Tỉnh lộ 285, viết tắt ĐT285 hay TL285, là đường tỉnh ở tỉnh Bắc Ninh, Việt Nam.

## Lộ trình
- Bắt đầu từ đê hữu Đuống thuộc địa phận xã Đại Lai, huyện Gia Bình, tỉnh Bắc Ninh, đi theo hướng Nam.

- Đến thôn Phương Triện xã Đại Lai thì chia làm 2 nhánh:
  - Nhánh cũ: tiếp tục đi thẳng qua thôn Phương Triện đến địa phận thôn Bảo Ngọc, xã Thái Bảo thì rẽ phải về Ngã ba Ngụ, thị trấn Nhân Thắng nhập vào  đến Ngã ba Sông Ngụ rẽ trái về Cầu Phương.
  - Nhánh mới: rẽ phải ở đầu thôn Phương Triện qua địa phận khu phố Hương Triện và khu phố Khoái Khê của thị trấn Nhân Thắng, vượt qua Sông Ngụ rồi nhập vào tuyến cũ tại địa phận xã Phú Hòa, huyện Lương Tài.

- Đi thẳng về hướng Nam qua cầu Phương đến cầu Táo Đôi thuộc địa phận xã Quang Minh, huyện Lương Tài thì rẽ phải và kết thúc tại đê hữu Thái Bình thuộc địa phận xã An Tập, huyện Lương Tài.